# Саборна црква у Дробети Турну Северину
44° 37′ 38.8″ N 22° 39′ 13.4″ E / 44.627444° С; 22.653722° И
Епархијска саборна црква Васкрсења Господњег и Светог великомученика Георгија (рум. Catedrala Episcopală „Învierea Domnului” și „Sfântul Mare Mucenic Gheorghe”) је саборна црква Епархије северинске и стрехајске која се налази у Дробети Турну Северину.
Посвећена је Васкрсењу Господњем и Светом Великомученику Георгију. Саборна црква се налази у Улици маршала Александра Аверескуа у центру града. У близини се налази хала „Раду Негру”, градска кућа и префектура жупаније Мехединци.

## Историја
Жеља за подизањем саборне цркве у Дробети Турну Северину настала је након револуције 1989. године, када је свештеник Константин Инеску покренуо питање изградње саборне цркве у овом граду са преко 100.000 верника у ком су у то време постојале само четири цркве. Године 1992. установљена је Парохија Рођења Господњег, а за пароха је постављен отац Јоан Тоба који је био задужен за изградњу саборне цркве. Након што је добијено земљиште у центру града за изградњу саборне цркве, у априлу 1995. године, митрополит олтенијски Нестор Ворническу положио је камен темељац будуће саборне цркве по плану архитекте Виорела Воје из Крајове. Занимљиво је да је земљиште које је додељено за изградњу цркве било место на ком је добротвор Јоан Стојан Греческу првобитно планирао изградњу цркве данас познате као црква Греческу.
Изградња цркве је први пут прекинута 2000. године, али је 23. априла 2002. митрополит олтенијски Теофан освештао капелу посвећену Рођењу Христовом која се налази у сутерену храма. Након што је изградња саборне цркве прекинута по други пут услед финансијских проблема, поновним успостављањем Епархије северинске и стрехајске на челу са епископом Никодимом, радови су настављени уз подршку власти, спонзора и верника, међутим саборна црква још увек није довршена и освештана.

## Галерија
- Саборна црква ноћу
- Хала „Раду Негру” и саборна црква
- Поглед на цркву са српске обале
- Улица Теодора Костескуа ноћу